# Lūšiai
Il lago Lūšiai è un lago situato nel Comune distrettuale di Ignalina a circa 4 km a ovest da Ignalina ad est della Lituania, non lontano dalla Bielorussia e dalla Lettonia.

## Descrizione
Lo specchio d’acqua si trova nella contea di Utena e rientra nel parco nazionale dell'Aukštaitija. Il lago è di origine glaciale. Si estende in larghezza per 6,54 km e una larghezza fino a 1,12 km. Il bacino è di 465 km². A ovest c'è la baia di Lūšykštis. La costa è irregolare e si estende per 16,7 km. Le coste sono poco profonde, paludose, alte nel nord-est e ad ovest. Le foreste si sviluppano su quasi tutta la costa: vi sono dei canneti nel nord e nel sud-ovest.
Una parte del lago dista davvero poco dai laghi Asalnai (a nord di 170 m) e Šakarvai (60 m a sud). Dal lago nasce il fiume Žeimena.

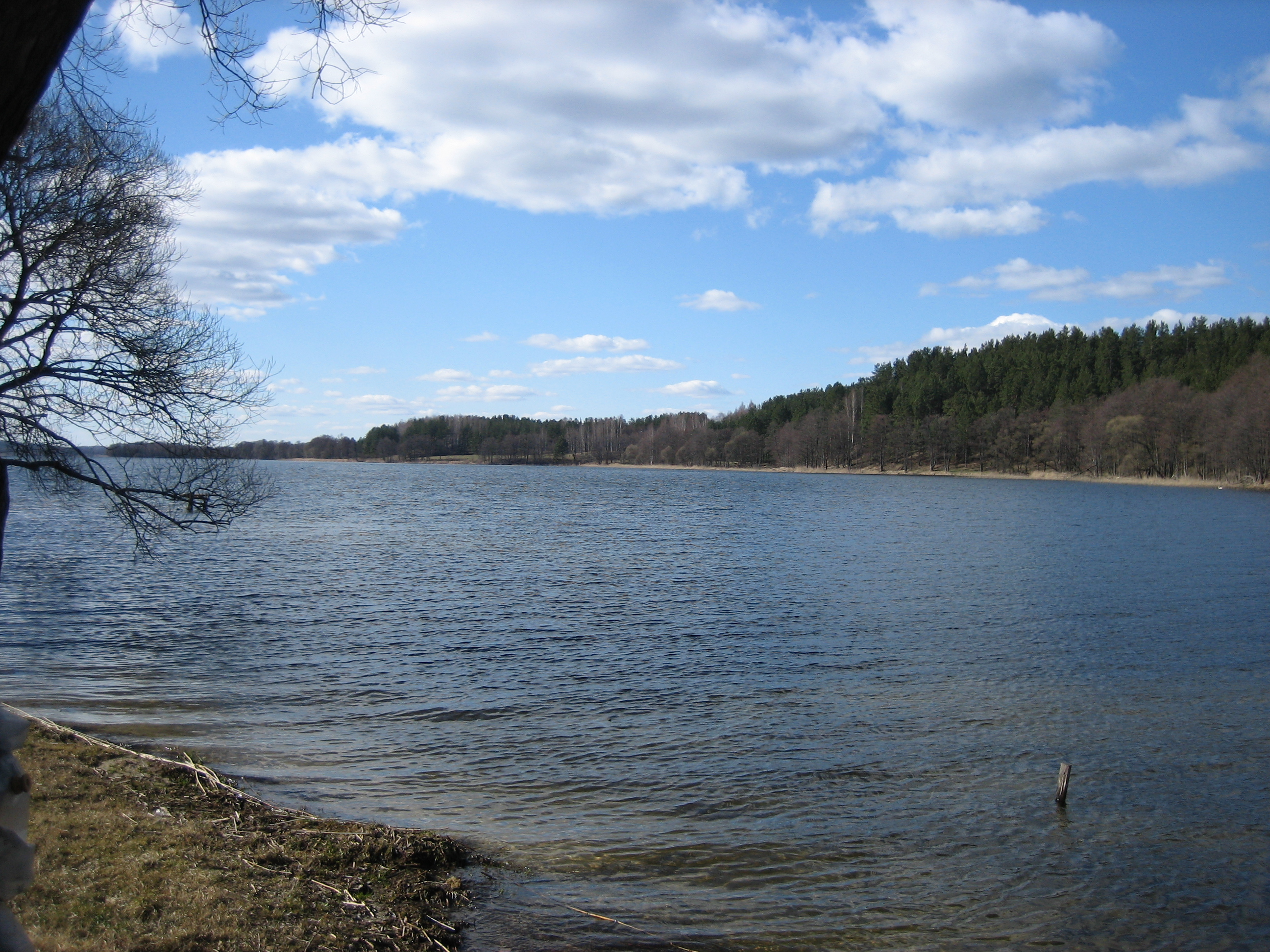
Costa

Sul lato orientale si trova il villaggio di Palūšė, sulla costa settentrionale del villaggio di Paberžė oltre ad altri insediamenti minori. Sono state costruite 15 sculture in legno sulla riva settentrionale del lago, in cui sono immortalate le leggende della regione di Ignalina. Il lago Lūšiai è un'importante destinazione turistica: è possibile effettuare campeggio, gite in barca e passeggiate su sentieri nel verde.

## Nome

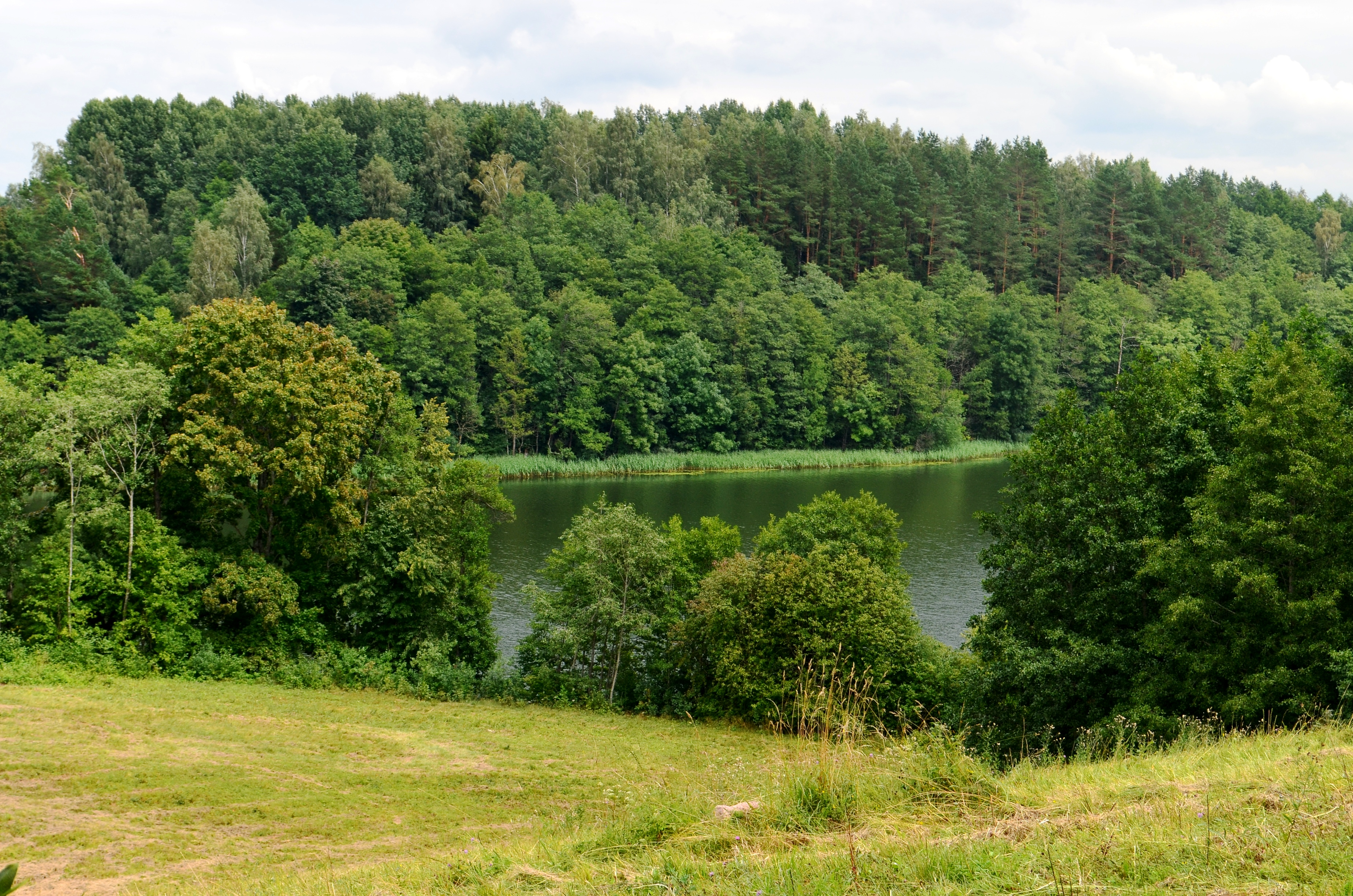
Baia di Lūšykštis

Il nome del lago Lūšiai deriva dal lituano lūšis, lince. Qualche esemplare ancora oggi vive nei boschi incontaminati del parco.